# Santuario di San Martino
Il santuario di San Martino Vescovo in Balsamo (di cui è patrono e protettore) è un edificio religioso della città di Cinisello Balsamo, situato alla confluenza fra le vie San Saturnino (a sud) e San Martino (a nord), frontalmente al viale delle Rimembranze. Storicamente è stata inoltre per secoli la chiesa di riferimento della locale comunità balsamese, attorno alla quale ha avuto sviluppo fino agli inizi del Novecento l'abitato cittadino.

## Storia
Le prime notizie storiche su un edificio religioso dedicato a San Martino Vescovo risalgono alla fine del XIII secolo, quando viene riportata un'Ecclesia Sancti Martini appartenente alla pieve di Desio, all'interno dell'elenco delle chiese dell'arcidiocesi ambrosiana allegato al Liber Notitiæ Sanctorum Mediolani di Goffredo da Bussero. Il primitivo edificio doveva presentarsi di dimensioni sicuramente non modeste, tanto da presentare al proprio interno almeno due altari, uno dei quali dedicato alla Madonna e collocato in una cappella laterale, lungo il lato meridionale della chiesa.
Le successive notizie storiche sull'Ecclesia Sancti Martini, fino al XIX secolo, si basano esclusivamente sulle visite pastorali condotte a partire dalla metà del XVI secolo. La loro importanza è cruciale non solo per il lavoro di censimento e rilievo degli edifici storici presenti nell'arcidiocesi, ma perché in molti casi queste visite costituivano il motore per il rinnovamento stilistico o architettonico dei luoghi di culto, come avvenuto peraltro anche per San Martino. Le fonti non attestano tuttavia ulteriori particolari né sullo stile, né sulle dimensioni effettive dell'edificio precedente all'ampliamento novecentesco. Dalla visita pastorale di padre Leonetto Clivone del 1567, risulta che la chiesa si presentasse ancora sostanzialmente invariata, caratterizzata da una pianta rettangolare, un'unica navata e una torre campanaria. La situazione risultava inalterata alla visita di Carlo Borromeo a Balsamo, l'8 luglio 1579, che nella sua delineatio riportava ancora il battistero e la sacrestia alla destra del coro. A questa visita risale la più antica riproduzione cartografica della chiesa che si conosca attualmente. Si tratta di una mappa complessiva della pieve di Desio, che rileva entrambi i borghi di Cinisello e Balsamo sviluppati attorno alle due rispettive chiese.

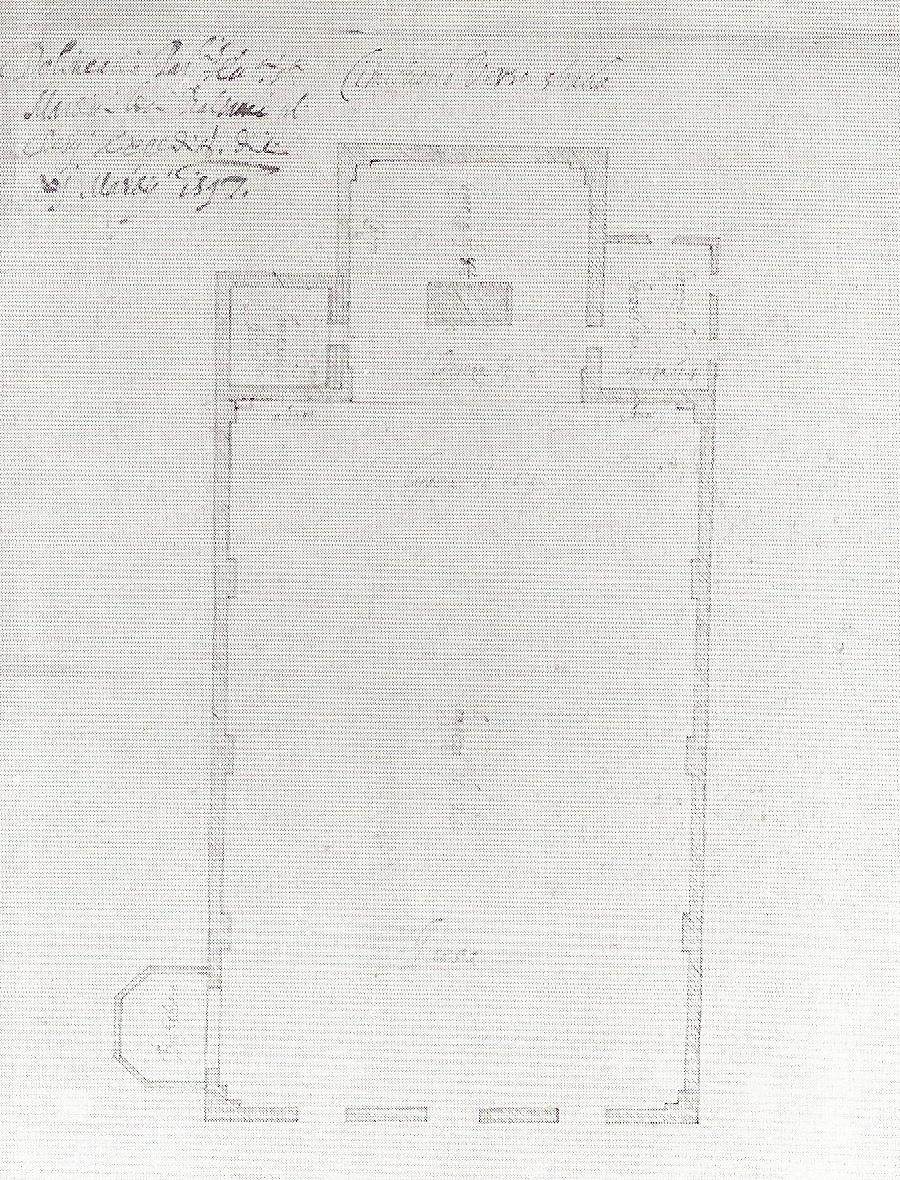
Planimetria della chiesa nel progetto del Moneta, 1597

Nella successiva visita pastorale condotta nel 1596, monsignor Baldassarre Cipolla ritenne l'edificio troppo ridotto per poter accogliere tutti i fedeli balsamesi, suggerendo un ampliamento che peraltro poteva coincidere con il rifacimento della chiesa coerentemente alle nuove disposizioni della Controriforma. Risale pertanto all'anno successivo, il 1597, la stesura di un progetto che porta la firma di un tal Moneta, che prevedeva la trasformazione dell'abside da semicircolare a quadrata, la sostituzione del fonte battesimale con un battistero poligonale (collocato sul fianco settentrionale dell'edificio, in prossimità della facciata) e la sistemazione degli accessi al campanile e alla sacrestia (comunicanti attraverso due porte con il coro). L'orientamento della chiesa veniva invece mantenuto, con l'abside posta a occidente e la facciata a oriente, dotata questa di tre ingressi.
I lavori vennero portati a compimento nei primi anni del Seicento, tanto che lo stesso Federico Borromeo nella sua visita pastorale del 21 luglio 1604, attestò la presenza di otto cappelle laterali (di cui non è però specificata la dedicazione), il trasferimento del fonte battesimale, la riconfigurazione dell'abside e il collegamento fra il coro e il campanile, lamentando tuttavia l'assenza della sacrestia (i cui lavori erano bloccati alle fondazioni) e avanzando perplessità riguardo alle dimensioni complessive dell'edificio, ritenute ancora eccessivamente ridotte. La relazione del monsignor Antonio Verri, in seguito alla sua visita pastorale del 1745, risulta infine l'ultima fonte che documenta l'impianto originario della chiesa ad aula unica. In quell'occasione venne inoltre registrato un arricchimento della suppellettile ecclesiastica e degli arredi. Successivamente a questa visita, nel 1758, venne redatta una seconda mappa della pieve di Desio che andava a confermare la situazione già illustrata due secoli prima dalla precedente, con i borghi di Cinisello e Balsamo stretti attorno alle due chiese.

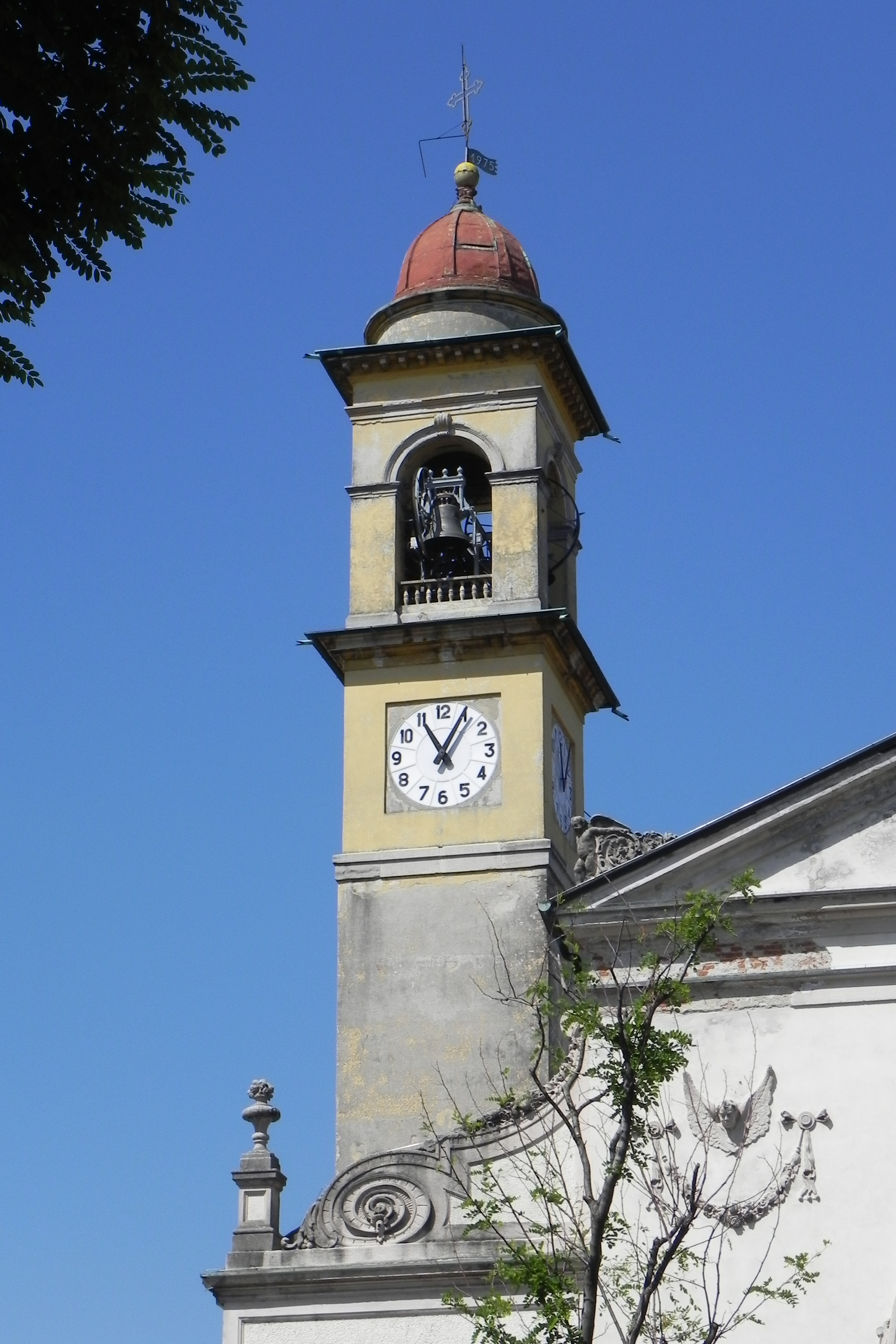
Il campanile, ultimato nel 1856

Nel 1856 venne ultimato e inaugurato l'attuale campanile, alto più di sessanta metri, voluto da don Giovanni Prato allora parroco di Balsamo. Fino al 1877 nelle immediate vicinanze della chiesa si estendeva linearmente verso sud lo storico cimitero di Balsamo, individuato da una croce stazionale risalente al XVI secolo, oggi dispersa. In seguito alle donazioni di terreni da parte della marchesa Cristiana Morosina, vedova del marchese Casati Stampa di Soncino, questo poté essere trasferito e ampliato in posizione più decentrata rispetto all'abitato, posto a sud est rispetto al precedente.

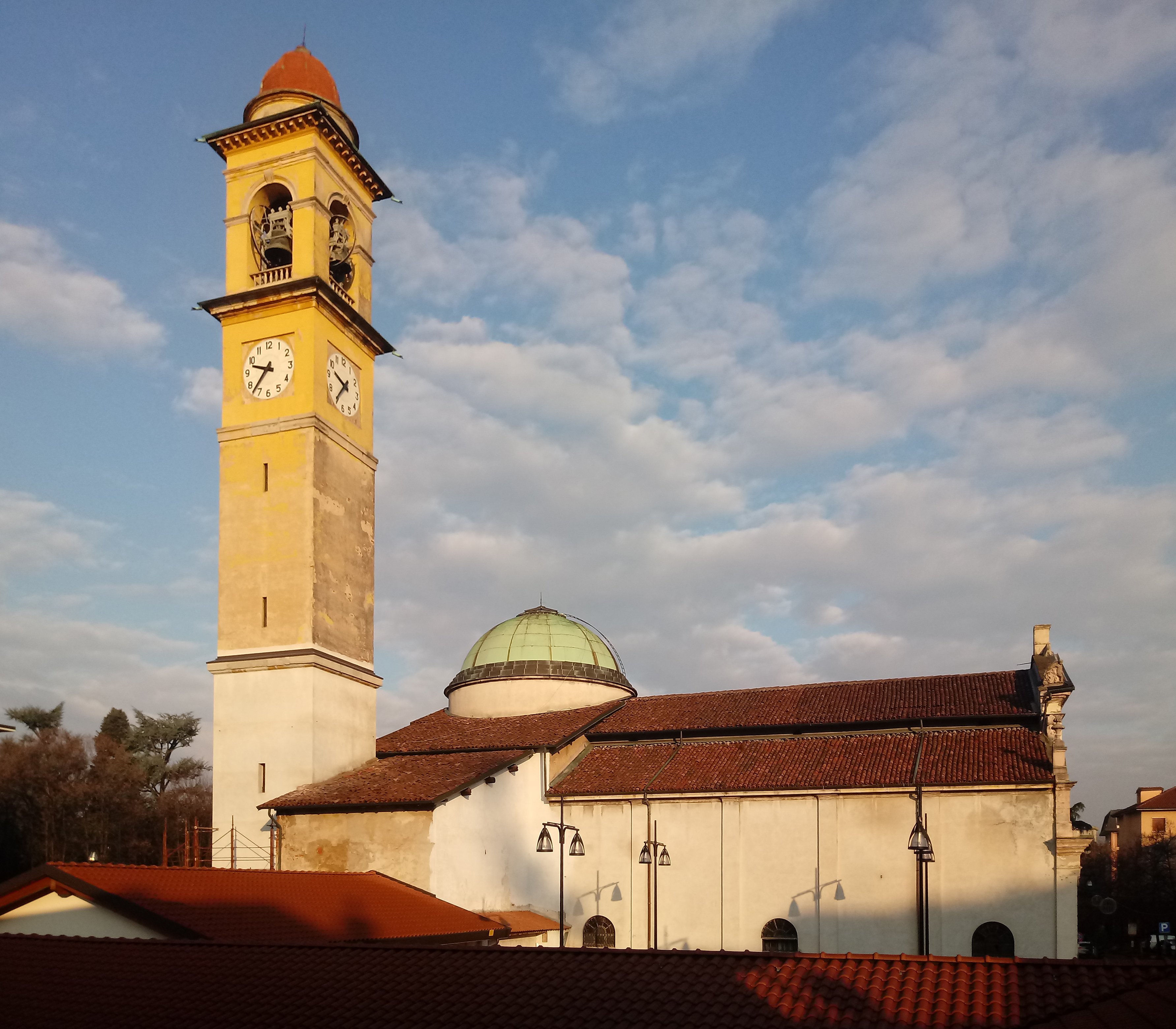
Il santuario nel 2020, visto dall'oratorio Pio XI, a seguito dei lavori di ampliamento novecenteschi

L'attuale assetto del santuario e l'impianto a croce latina absidata a tre navate (una maggiore centrale e due minori laterali) sono invece da imputarsi ai grandi lavori di ampliamento degli inizi del Novecento, svoltisi sotto la guida di don Antonio Colombo. La chiesa raggiunse pertanto le attuali dimensioni di 24 m di larghezza per 30 m di lunghezza, affiancata a partire dal 1923 dall'oratorio Pio XI, realizzato dall'architetto Oreste Scanavini.
In seguito alla crescita urbana e demografica di Balsamo, che dal 1928 era stata unita con Cinisello nel nuovo comune di Cinisello Balsamo, la chiesa di San Martino si venne a trovare in una posizione relativamente marginale rispetto ai nuovi insediamenti urbani, sviluppatisi in direzione di Cinisello. Venne pertanto decisa la costruzione di una nuova parrocchiale, decentrata all'incirca mezzo chilometro più a nord-est, in grado di garantire una maggiore capienza per i fedeli. I lavori si svolsero fra il 1957 e il 1961, anno in cui venne benedetta e aperta al culto la nuova chiesa di San Martino Vescovo, in piazza Soncino. Da allora l'importanza della vecchia chiesa (dal 1978 definita santuario) è andata scemando, pur continuando ad essere utilizzata per officiare alcune messe e celebrazioni fino al 2012.
Durante il terremoto del 27 gennaio 2012 si staccarono infatti il crocifisso dalla statua della Vergine benedicente (posta sulla sommità della facciata) e alcune tegole: la statua venne messa in sicurezza e rimossa, mentre l'intero edificio venne dichiarato inagibile dai Vigili del Fuoco.
Ad agosto 2022 hanno avuto termine i lavori di restauro del campanile. Il 25 settembre le campane hanno ripreso a suonare.

## Descrizione

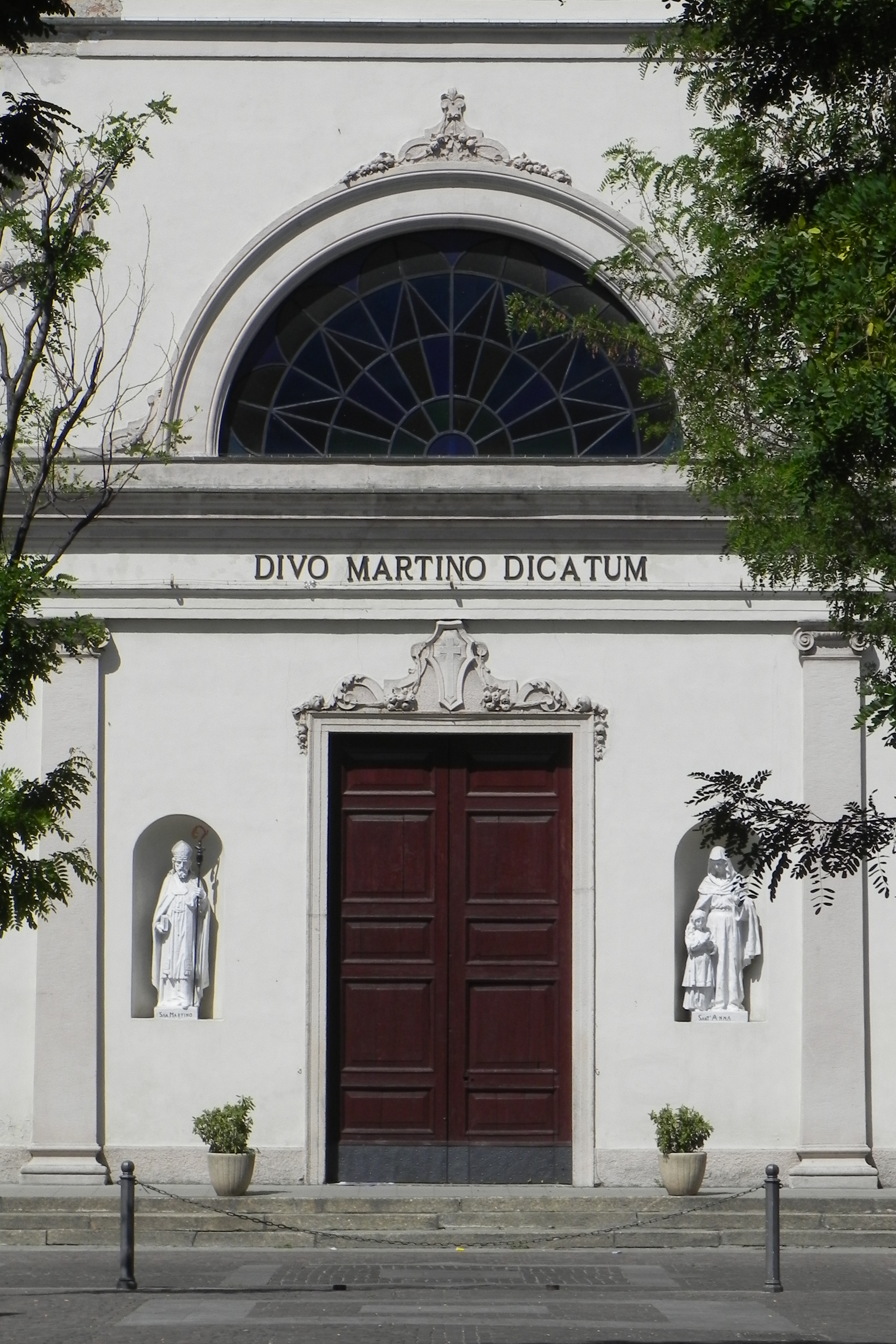
Particolare della facciata, con la vetrata semicircolare

Il santuario si presenta orientato in direzione est-ovest, con la facciata posta a oriente e l'abside a occidente. L'edificio si presenta esternamente intonacato di bianco, con il tetto ricoperto da tegole in cotto: le uniche due emergenze sono infatti la cupola, che si inserisce nel transetto, e la facciata, caratterizzata da una vetrata semicircolare e da alcune statue.

### Facciata
La facciata del santuario ben evidenzia la ripartizione interna degli ambienti: al piano inferiore le tre navate sono scandite da sei lesene che fanno da cornice - sui lati - ai due ingressi minori della chiesa, caratterizzati da un impianto decorativo a bugnato, consistente in intonaco su muratura. In corrispondenza della navata centrale si apre invece il portale principale, in legno intagliato, con cimasa mistilinea, decorata con motivi vegetali e uno scudo centrale con croce; ai lati del portale si aprono due nicchie, contenenti rispettivamente una statua di San Martino Vescovo (a sinistra) e una statua di Sant'Anna con la Vergine Bambina (a destra). Il piano inferiore viene diviso visivamente da quello superiore da una spessa fascia marcapiano, al cui centro è riportata la scritta a stucco «DIVO MARTINO DICATUM». Al di sopra di questa si apre una vetrata semicircolare, affiancata ai lati da due bassorilievi con cherubini e festoni a motivi vegetali, anch'essi realizzati in stucco. A coronamento del piano superiore vi è infine un timpano triangolare, che reca in cima una statua della Vergine benedicente (che stringe nella mano sinistra un grande crocifisso) e ai lati due cherubini; al di sotto di questi, due volute mettono in collegamento la parte centrale superiore con quella inferiore.

### Campanile

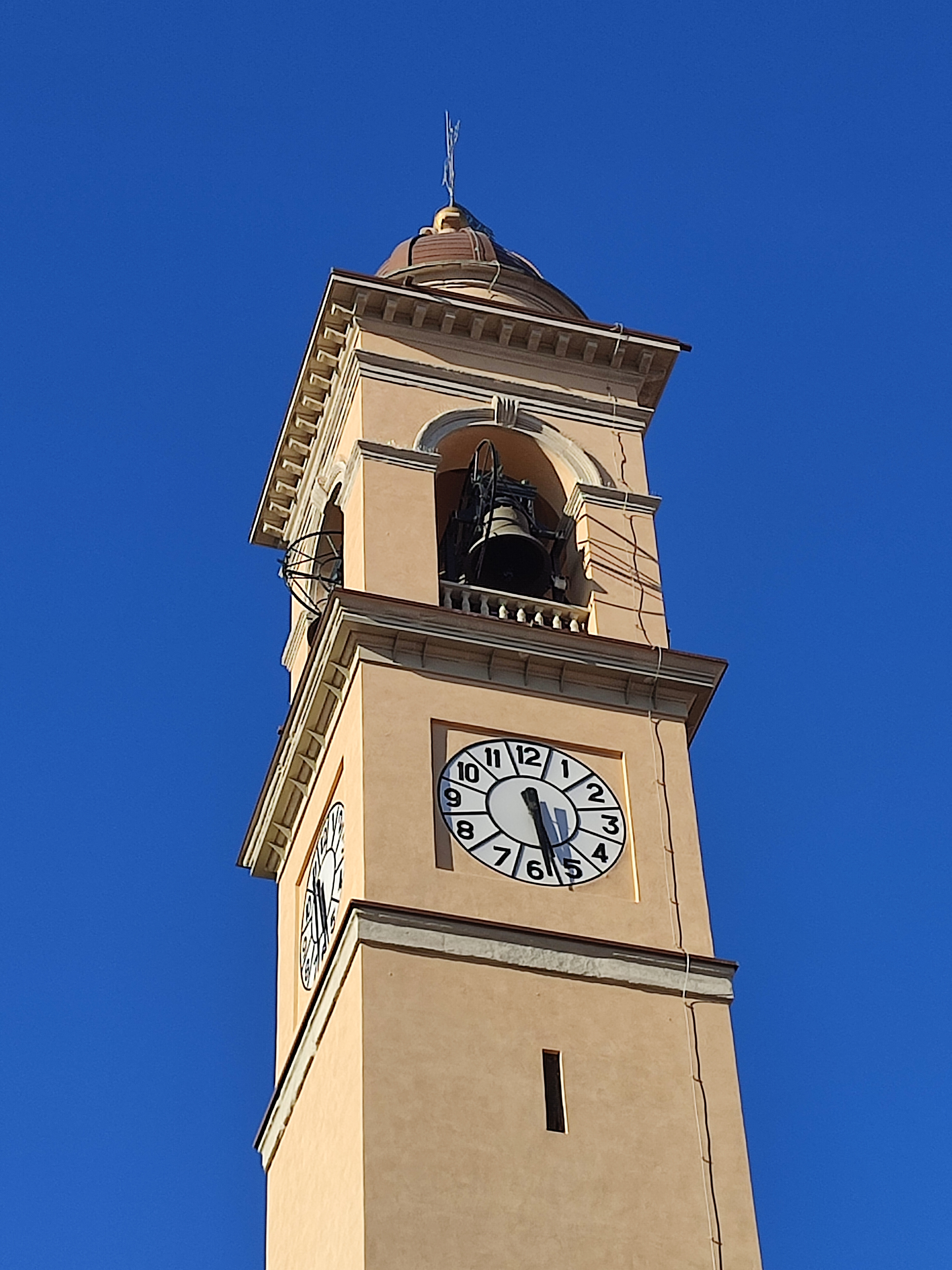
La torre campanaria del santuario di San Martino nel 2022, a seguito dei lavori di restauro

Il campanile, a sezione quadrata, è collocato alla sua estremità sud-occidentale e si presenta di una tonalità giallo-ocra, sormontato da un cupolino di colore rosso. Al di sopra degli orologi, presenti su tutti e quattro i lati, è collocata la cella campanaria, contenente cinque campane (le tre maggiori collocate a nord, est e sud e le due minori collocate a ovest). Si tratta di esemplari storici, essendo sopravvissuti alle requisizioni della guerra, quando il governo fascista ne ordinò la confisca per la produzione di armi. Agli inizi del 1943 infatti le tre campane maggiori vennero calate dalla cella campanaria e consegnate alla storica fonderia Barigozzi, a Milano, per essere fuse. Tuttavia, complice l'armistizio reso noto l'8 settembre, esse non vennero mai fuse e tornarono a Balsamo a guerra ancora in corso, grazie a uno stratagemma di don Piero Carcano che, riuscito a riaverle e a trasportarle clandestinamente fino in paese, le tenne nascoste in un pagliaio.

### Interno

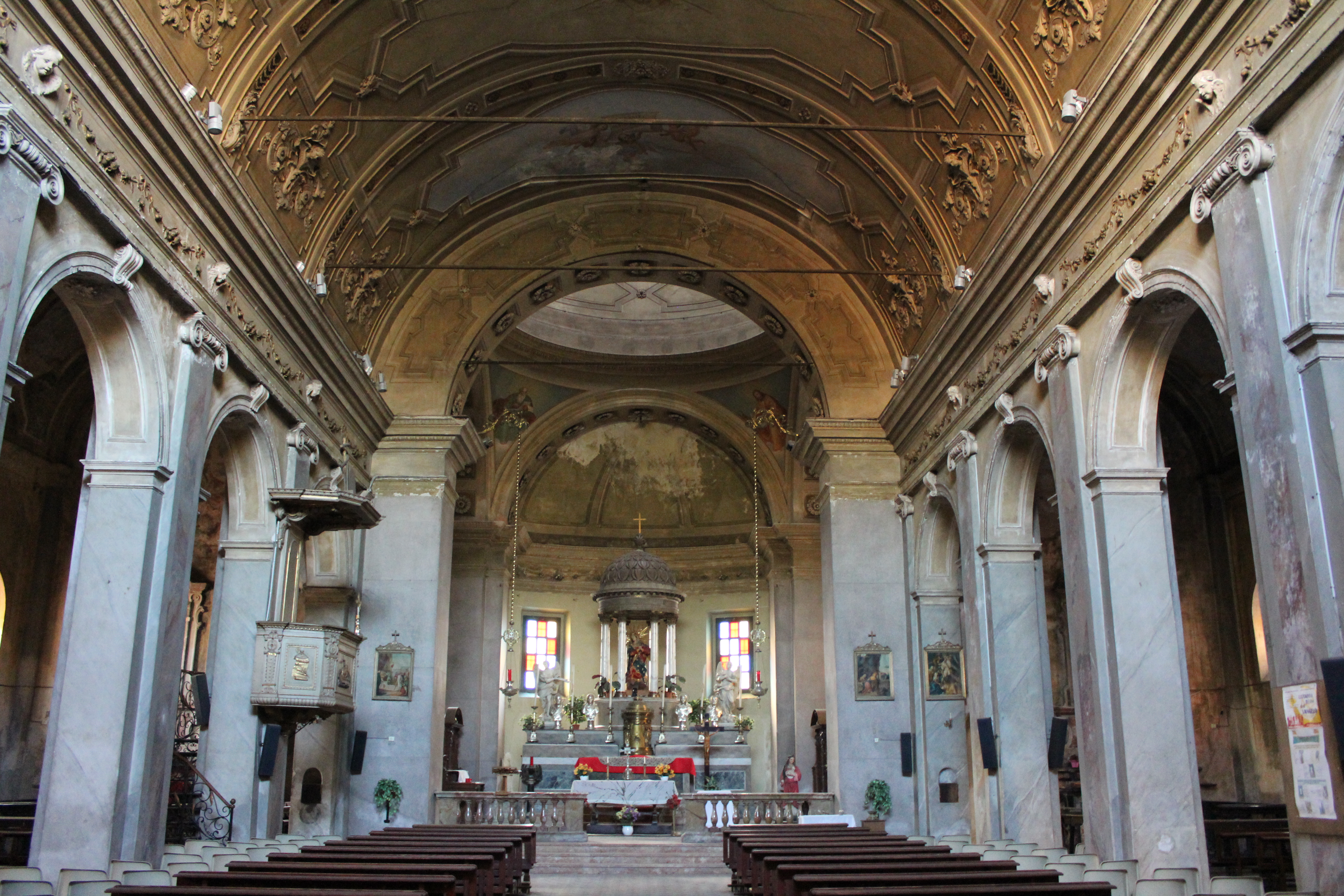
Interno del santuario

Gli interni si presentano con il ciclo di affreschi realizzati a partire dal 1892 dal pittore lombardo Carlo Farina, su commissione dell'allora parroco di Balsamo don Giuseppe Molgora. Essi interessano il soffitto della navata centrale, con putti in volo alternati ad emblemi vescovili, e i quattro pennacchi della cupola, con i quattro evangelisti (San Matteo con un angelo, San Marco con il leone, San Giovanni con l'aquila e San Luca che scrive il Vangelo), raffigurati con vesti di colori spenti, con prevalenza di tonalità brune, verdi e rosse. Nella cupola è invece raffigurato San Martino, che veste paramento e mitra gialla, con pallio bianco e nero sul petto e pastorale nella mano destra, portato in gloria da una schiera di angeli. Appartenenti alla stessa campagna decorativa sarebbero inoltre due medaglioni circolari, con sfondo azzurro cielo, raffiguranti Sant'Ambrogio e San Carlo Borromeo, collocati rispettivamente nella volta del transetto sinistro e nella volta del transetto destro. In particolare, Sant'Ambrogio è ritratto in casula viola, con mitra gialla e pallio bianco a croci nere sul petto; nella mano sinistra porta una sferza, mentre quella destra è alzata in segno di benedizione. A una campagna decorativa necessariamente successiva appartengono invece le decorazioni della parete di fondo della navata destra; queste ritraggono un altare affrescato all'interno di un'abside con catino a lacunari, cinto da colonne corinzie, mentre sulla cimasa curvilinea vi sono due putti che reggono un ovale con il cuore di Maria coronato di spine.

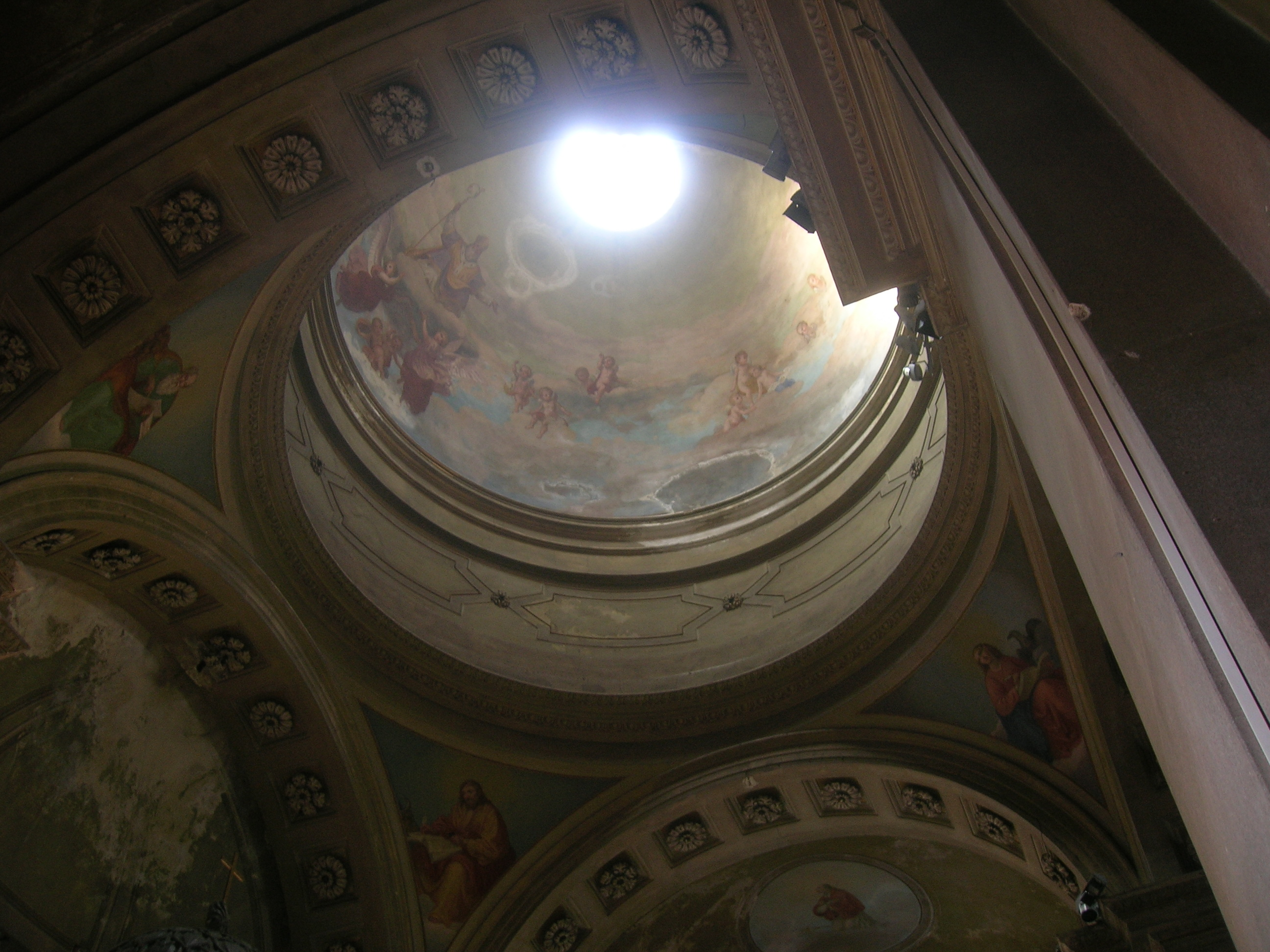
L'intradosso della cupola

Di particolare rilievo artistico sono invece gli arredi sacri qui conservati: si riportano infatti una statua lignea raffigurante il Cristo alla colonna, collocata all'interno della nicchia dell'omonimo altare, situato nella navata sinistra, e una seconda raffigurante l'Addolorata, situata nella navata destra. Entrambe le statue provengono dalla demolita chiesa di San Michele a Monza e vennero collocate nel santuario il 24 ottobre 1789, sostituendo i precedenti altari dedicati alla Madonna della Neve e Vergine del Rosario.
Nel presbiterio invece, sotto l'altare maggiore (realizzato fra il 1825 e il 1849) sono conservate le reliquie di San Saturnino. Qui traslate fra il 16 e il 18 ottobre 1926, sono collocate in un'urna in bronzo cesellato e cristallo, opera dell'architetto Scanavini. È inoltre conservata nella chiesa anche la tibia del beato Balsamo Abate, giunta a Balsamo nel 1935, insieme a un'altra sua reliquia. Storicamente vanno infine ricordati il capo e altre reliquie appartenute al beato Carino da Balsamo, traslati qui dal Duomo di Forlì nel 1934 e attualmente conservati presso la nuova chiesa di San Martino.
Di qualche interesse infine anche la cantoria, nel transetto sinistro, e il pulpito, addossato a parete nella navata centrale. La prima, realizzata in legno intagliato e dipinto in color crema, con fregi dorati, è divisa in cinque specchi, ognuno dei quali decorato a rilievo con girali, strumenti musicali e spartiti; il secondo, anch'esso in legno dipinto color crema, con fregi a rilievo, presenta il parapetto suddiviso in scomparti, con raffigurato l'agnello mistico e alcune carte con iscrizioni sacre, e al di sotto del baldacchino la Colomba dello Spirito Santo, a rilievo, insieme a una croce con serpente e alle tavole dei comandamenti.

#### Organo a canne

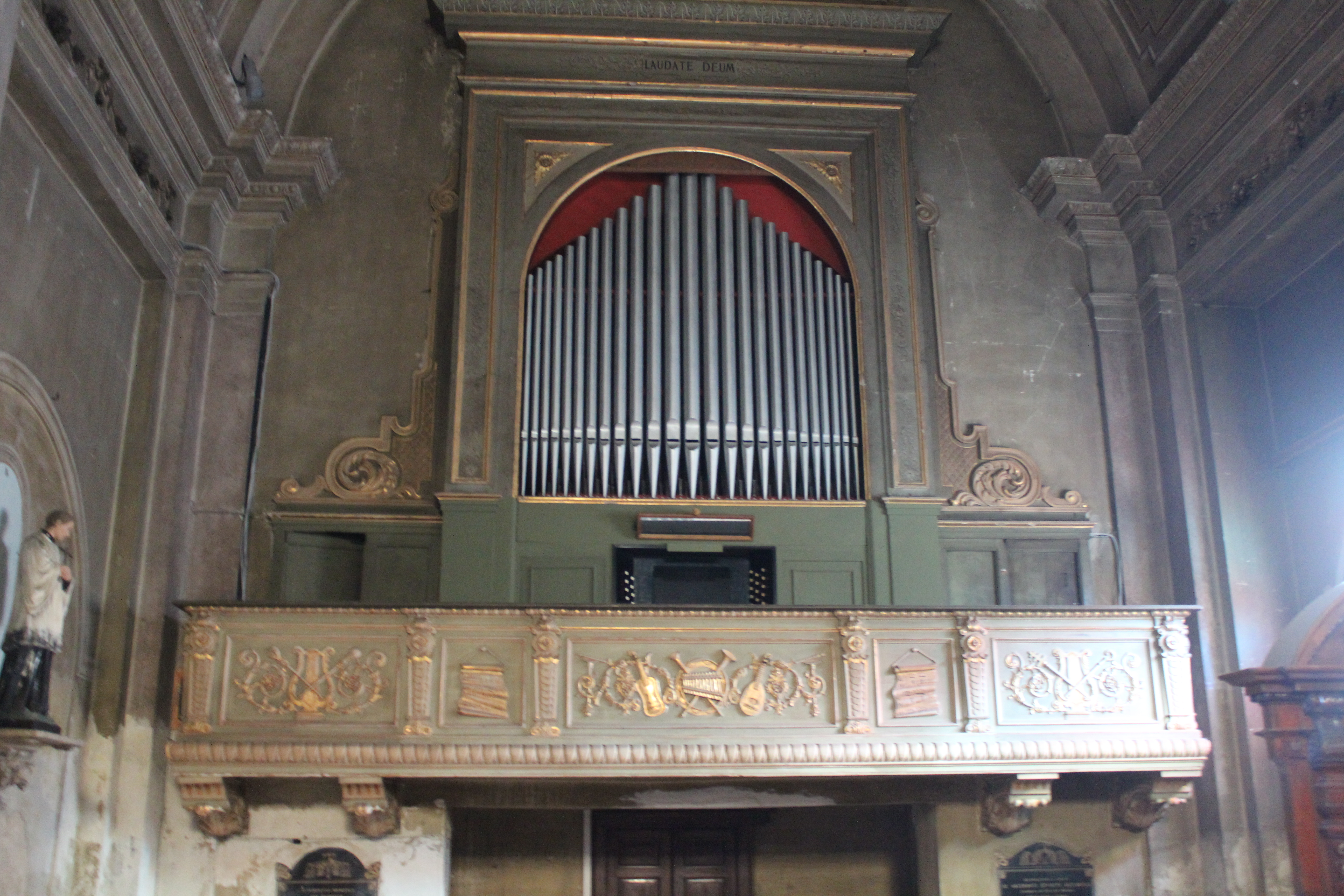
Organo a canne

Sulla cantoria nel braccio sinistro del transetto, si trova l'organo a canne, costruito agli inizi del XX secolo dai Fratelli Aletti di Monza.
Lo strumento è a trasmissione integralmente meccanica ed ha consolle a finestra con due tastiere di 58 note ciascuna e pedaliera dritta di 27 note. La cassa lignea, in stile neoclassico, è di semplice fattura geometrica ed incornicia la mostra, composta da 25 canne di principale in zinco disposte in cuspide unica.

## Galleria d'immagini

Vecchia immagine del santuario.
Don Emilio Griffini e le reliquie di beato Carino, 1934.
Don Emilio Griffini entra nella chiesa con le reliquie di beato Carino, 1934.
Don Piero Carcano e la teca con le reliquie, 1951.
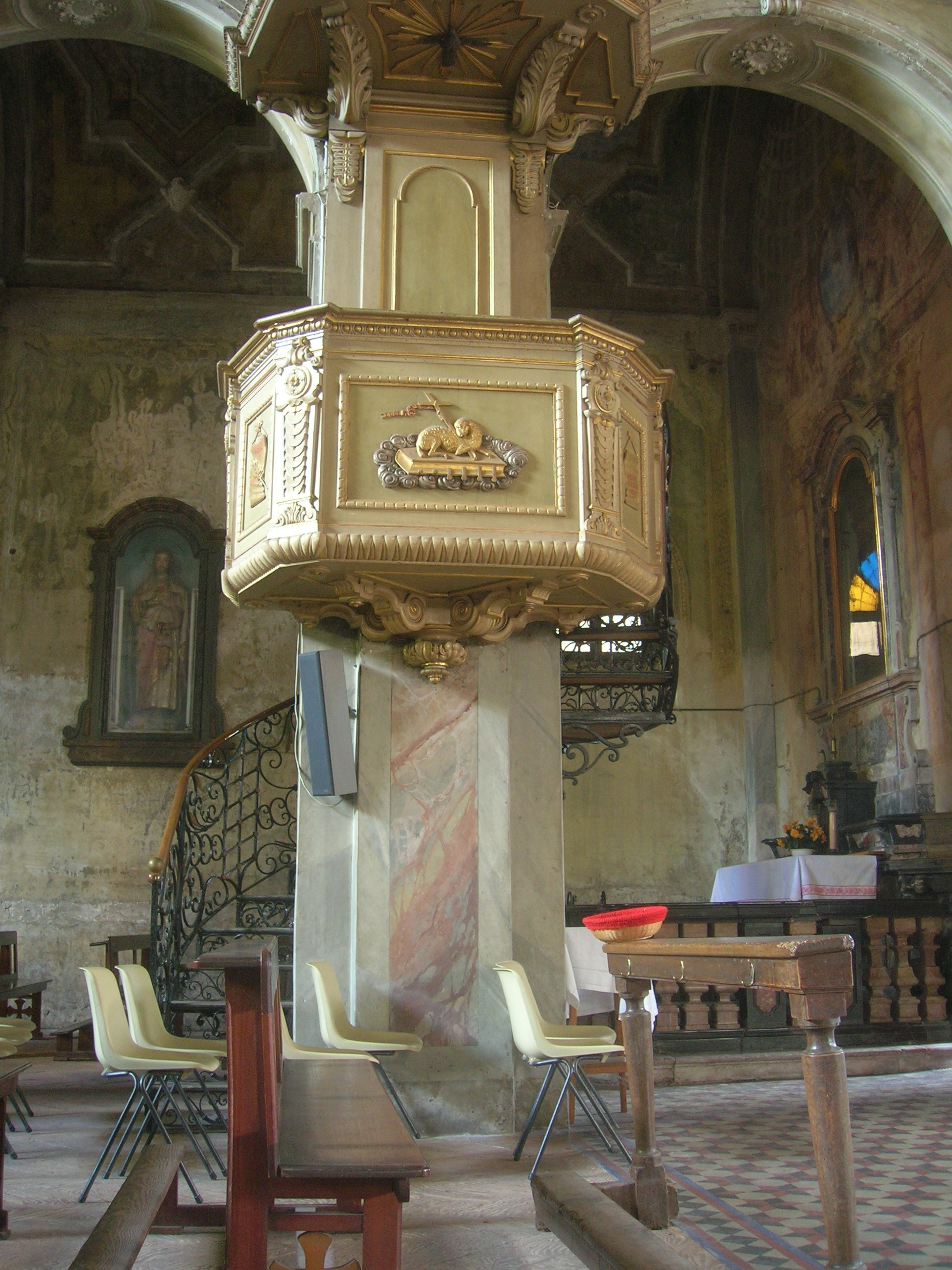
Il pulpito.
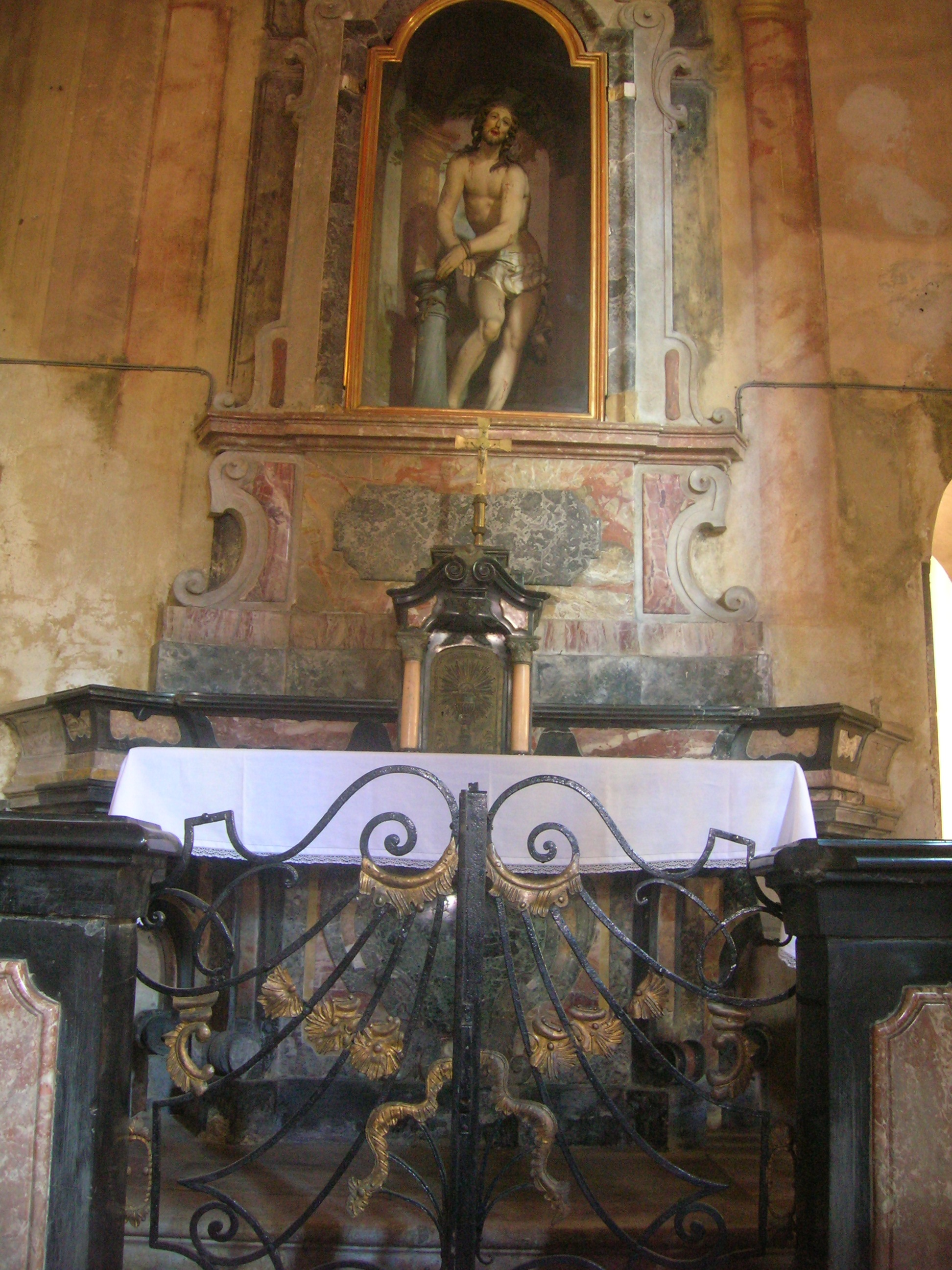
Il Cristo alla colonna.